# ادژو
شهر ادژو (به رومانیایی: Adjud) در شهرستان ورنچه در کشور رومانی واقع شده است. جمعیت این شهر ۲۰٬۷۷۶ نفر است.